# Trường Trung học phổ thông chuyên Hà Nội – Amsterdam
Trường Trung học phổ thông chuyên Hà Nội – Amsterdam (tiếng Anh: Hanoi – Amsterdam Highschool for the Gifted) hay còn được gọi đơn giản là Trường Ams là một trường trung học phổ thông công lập của thành phố Hà Nội được thành lập vào năm 1985. Ngày nay, trường là một trong số các trường trung học phổ thông và trung học cơ sở nổi tiếng nhất thành phố Hà Nội và được nhiều nguồn tin đánh giá là một trong số các trường trung học có chất lượng giáo dục cao nhất Việt Nam.
Trường Hà Nội – Amsterdam được thành lập bởi vốn hỗ trợ của nhân dân Amsterdam, Hà Lan với mục đích ban đầu là trở thành mô hình trường trung học phổ thông chuyên toàn diện đầu tiên của thành phố Hà Nội. Ngày nay, trường đã được chia làm hai khối: khối trung học cơ sở và khối trung học phổ thông. Địa điểm ban đầu của trường nằm tại phố Nam Cao, Giảng Võ, quận Ba Đình, Hà Nội (nay là trường THPT Nguyễn Trãi - Ba Đình). Tháng 8 năm 2010, trường chuyển sang địa điểm mới nằm ở phố Hoàng Minh Giám, quận Cầu Giấy, Hà Nội.
Trường đã được ghi nhận về những thành tích học tập xuất sắc và sự đổi mới thường xuyên trong cách giáo dục của trường. Nhiều học sinh trong trường đã giành được rất nhiều giải thưởng trong nước và ngoài nước như kỳ thi học sinh giỏi quốc gia, kỳ thi Olympic Toán học Quốc tế, Olympic Vật lý Quốc tế, Olympic Vật lý châu Á, Olympic Hóa học quốc tế, Olympic Tin học quốc tế, Olympic Sinh học quốc tế. Hiện nay, trường Trung hoc phổ thông chuyên Chu Văn An, trường Trung học phổ thông chuyên Nguyễn Huệ, trường Trung hoc phổ thông Sơn Tây và trường Trung học phổ thông chuyên Hà Nội - Amsterdam là bốn trường trung học phổ thông có hệ thống lớp chuyên của Sở Giáo dục - Đào tạo Hà Nội. Trường đã được công nhận đạt chuẩn quốc gia.

## Lịch sử

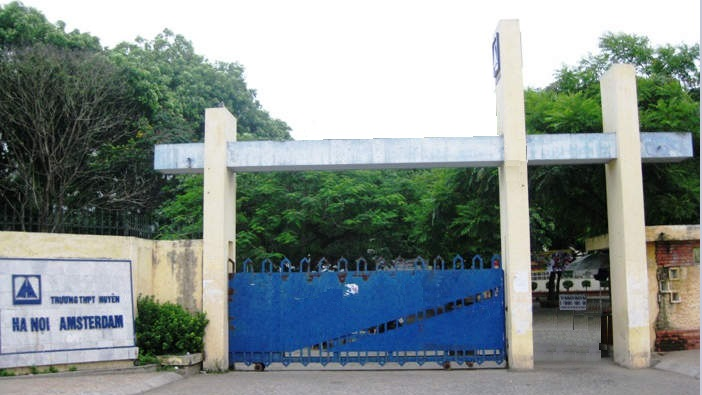
Cổng trường Hà Nội - Amsterdam cũ (ảnh chụp năm 2008)

Năm 1972, Thị trưởng Amsterdam, Tiến sĩ Ivo Samkalden vận động người dân quyên góp tiền để giúp Việt Nam tái thiết cơ sở sau cuộc Chiến tranh Việt Nam. Theo đó, Ủy ban nhân dân thành phố Hà Nội và Sở Giáo dục và Đào tạo Hà Nội đã quyết định xây dựng một mô hình trường phổ thông kiểu mới theo mô hình một trường chuyên toàn diện, nhằm tuyển sinh những học sinh có năng khiếu đặc biệt trong các môn học. Để thể hiện mối quan hệ hợp tác giữa hai Thủ đô trường đã được đặt tên là Trường Trung học phổ thông chuyên Hà Nội – Amsterdam.
Năm học đầu tiên của trường được khai giảng vào ngày 5 tháng 9 năm 1985 với khoảng 400 học sinh và 50 giáo viên. Trong năm đầu tiên, trường tuyển sinh học sinh giỏi các môn Toán, Lý, Hóa, Sinh, Văn, Anh, Nga từ các trường khác trên địa bàn Hà Nội. Hiệu trưởng đầu tiên của trường là thầy Nguyễn Kim Hoãn, trước đó là Hiệu phó trường Trung học phổ thông chuyên Chu Văn An.
Năm 1989, trường mở thêm khối chuyên tiếng Pháp. Năm 1992, trường mở khối Trung học cơ sở và bắt đầu tuyển sinh vào lớp 6. Năm 1996, trường mở khối chuyên Tin học. Năm 2002, trường mở khối chuyên tiếng Trung và chuyên Địa lý. Từ năm 2010, trường có thêm khối chuyên Sử. Và vào năm 2018, trường đã bổ sung thêm hệ thống song bằng tú tài ở cả cấp THCS cũng như là THPT.
Tính tới năm học 2010, trường đã đào tạo 25 khóa trung học phổ thông và 18 khóa trung học cơ sở.

### Địa điểm mới
Năm 2005, Chủ tịch Ủy ban Nhân dân thành phố Hà Nội Nguyễn Quốc Triệu đến làm việc tại trường Hà Nội - Amsterdam và đồng ý dành quỹ đất 5 ha ở khu đô thị Trung Hòa Nhân Chính để xây cơ sở mới cho trường với kinh phí dự kiến hồi đó là 1,5 tỷ đồng. Lễ khởi công xây dựng diễn ra vào ngày 19 tháng 5 năm 2008. Công trình có tổng mức đầu tư 469 tỷ đồng (25 triệu USD) và đã được phê chuẩn là một trong những công trình chào mừng Đại lễ 1000 năm Thăng Long - Hà Nội.
Trong quá trình xây dựng trường mới, có một số mâu thuẫn xảy ra giữa Sở Giáo dục - Đào tạo và Ban giám hiệu nhà trường như tin đồn đổi tên trường thành Trường Trung học phổ Thông chuyên Hà Nội, tuy nhiên đã được gạt bỏ.
Ngày 4 tháng 9 năm 2010, trường khai giảng khóa học đầu tiên tại địa điểm mới đồng thời cũng được gắn biển công trình chào mừng kỷ niệm 1.000 năm Thăng Long. Trường mới có hệ thống cơ sở vật chất đạt tiêu chuẩn quốc gia, và được coi là trường Trung học phổ thông hiện đại nhất Hà Nội.

## Mô hình đào tạo

### Cơ cấu tổ chức
Trường được tổ chức với mô hình ban giám hiệu điều hành và quản lý chung với Hiệu trưởng là Trần Thùy Dương và các Phó Hiệu trưởng: Bùi Văn Phúc và Dương Tú Anh. Công tác giáo dục được chia thành hai khối Trung học phổ thông và Trung học cơ sở. Hệ thống giáo viên của trường được chia làm các tổ chuyên môn: tổ Toán - Tin, tổ Ngữ văn, tổ Ngoại ngữ, tổ Vật lý, tổ Hóa học, tổ Sinh - Thể, tổ Lịch sử - Thư viên, tổ Địa - GDCD - Nhạc - Họa. Ngoài ra, trường còn có đội ngũ giáo viên thỉnh giảng. Trường có Đảng ủy và Ban chấp hành công đoàn đứng đầu là Chủ tịch Công Đoàn Triệu Lê Quang. Ngoài ra, nhà trường còn có tổ Văn phòng bao gồm các nhóm: nhóm Kế toán; nhóm Văn phòng – Máy tính; nhóm Y tế; nhóm Bảo vệ - Lái xe và nhóm Lao công - Phục vụ.

### Xét tuyển

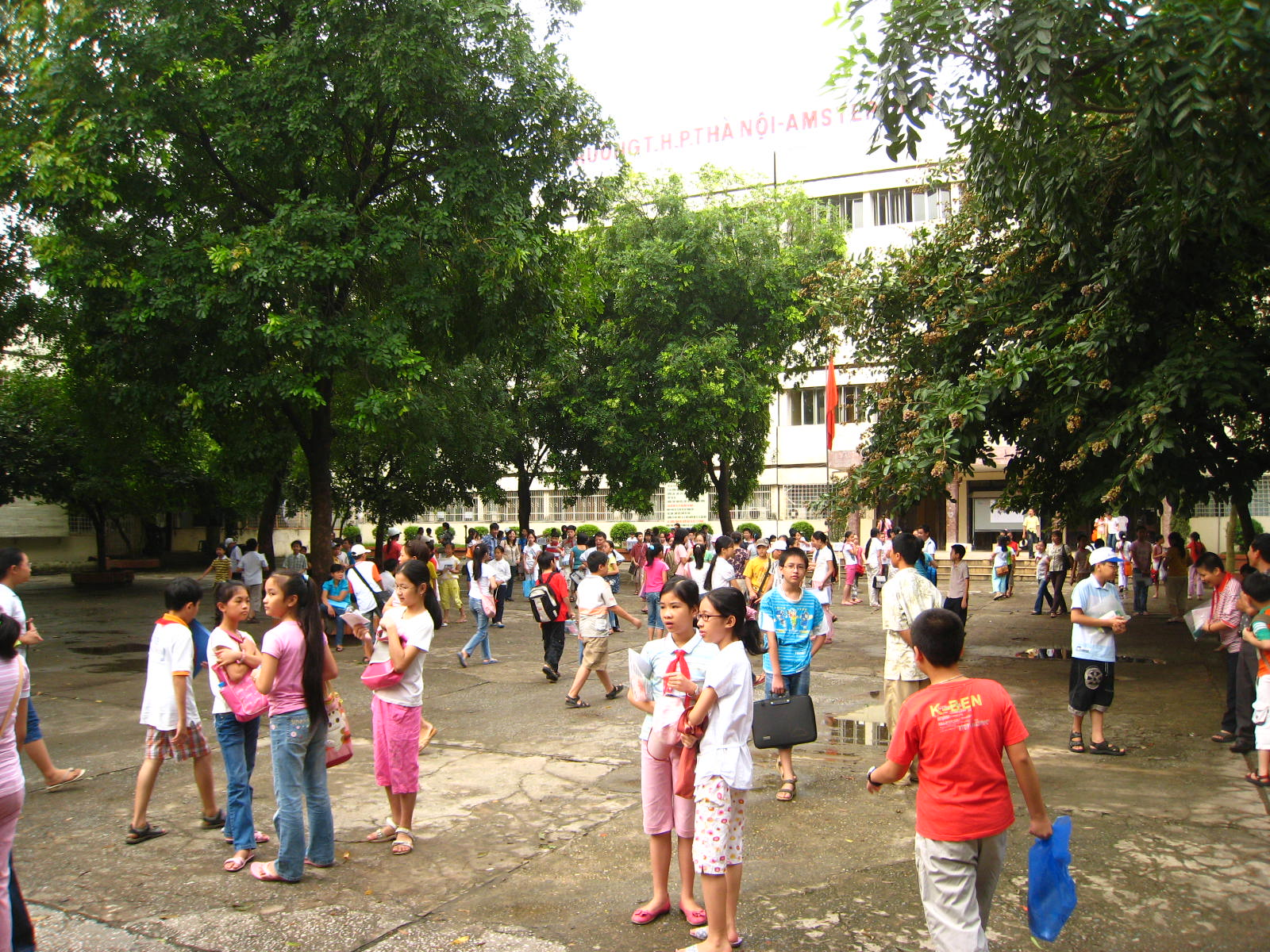
Sân trường Hà Nội - Amsterdam ngày xét tuyển đầu vào lớp 6

#### Trung học cơ sở
Việc lựa chọn đầu vào cho khối Trung học cơ sở của trường bắt đầu từ lớp 6 với chỉ tiêu số học sinh đầu vào dao động trong khoảng 180-200. Bắt đầu bằng việc xét học bạ lấy 5.000 hồ sơ trúng tuyển để vào vòng 2 thi văn hóa. Việc xét học bạ theo các tiêu chí: học lực 5 năm tiểu học đạt loại giỏi, điểm thi cũng như điểm trung bình lớp 4 và 5 và điểm ưu tiên. Việc xét học bạ bắt đầu từ năm 2008 nhằm loại bỏ bớt 1.000 hồ sơ để vào vòng trong. 1.000 học sinh còn lại vào vòng 2 bằng việc thi 2 môn Toán và Tiếng Việt để lựa chọn những học sinh có tổng điểm cao nhất vào trường. Ngoài ra, trường còn nhận một số trường hợp chuyển ngang được Sở Giáo dục - Đào tạo Hà Nội chấp thuận với lý do đặc biệt. Trong năm học 2014 - 2015, đã có 200 học sinh được tuyển sinh từ hơn 4.200 học sinh dự thi.
Bắt đầu từ năm học 2015 - 2016, trường xét tuyển các học sinh thi vào khối 6 bằng cách xét học bạ và xét giải, cụ thể như sau: điểm tối đa học bạ là 140 (gồm 5 môn Toán, Tiếng Việt và Khoa - Sử - Địa, mỗi môn 10 điểm) và cộng thêm điểm từ các giải thưởng và điểm quy đổi ưu tiên. Năm học 2016-2017 và 2017-2018, điếm tối đa là 215 điểm.
Bắt đầu năm học 2019 - 2020, trường quay trở lại với mô hình tuyển sinh như trước đây, bao gồm 2 vòng: xét học bạ lấy khoảng 1000 hồ sơ để vào vòng 2 làm bài kiểm tra năng lực ngôn ngữ (môn Tiếng Việt và Tiếng Anh) và tư duy (môn Toán).
Vào năm 2024, do một số đề án của Bộ Giáo dục và Đào tạo, đã có đề xuất dừng tuyển sinh hệ THCS trong trường THPT chuyên Hà Nội - Amsterdam.

#### Trung học phổ thông

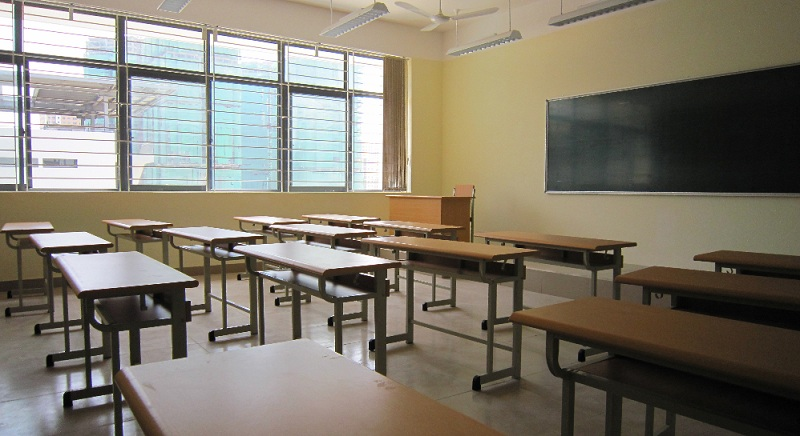
Một lớp học của trường Hà Nội - Amsterdam mới

Theo quy định của Sở Giáo dục và Đào tạo Hà Nội thì trường Hà Nội - Amsterdam cùng trường Trung học phổ thông chuyên Chu Văn An, trường Trung học Phổ thông chuyên Nguyễn Huệ và trường Trung học phổ thông chuyên Sơn Tây là bốn trường trung học phổ thông có hệ thống lớp chuyên của Sở, vì vậy học sinh tốt nghiệp lớp 9 muốn vào học tại các trường này ngoài việc phải tham gia kì thi vào lớp 10 chung cho các trường trung học phổ thông chuyên và không chuyên trực thuộc Sở, còn phải tham gia kì thi chuyên chung của bốn trường. Tương tự như ba trường trường chuyên còn lại, trường Hà Nội - Amsterdam cho thi 3 môn bắt buộc là Toán, Văn (hai môn thi dành cho tất cả thí sinh muốn thi vào khối trung học phổ thông công lập toàn thành phố) và môn Ngoại ngữ điều kiện (dành cho thí sinh muốn thi vào khối trung học phổ thông chuyên). Các thi sinh muốn được vào lớp chuyên sẽ phải thi thêm môn chuyên tương ứng. Học sinh có thể đăng ký thi các môn chuyên khác nhau của hai trường khác nhau với điều kiện các môn chuyên thi không trùng nhau. Điểm xét tuyển sẽ là tổng điểm ba môn Toán, Văn, Anh (mỗi môn lấy hệ số 1) cộng với điểm môn chuyên nhân đôi (hệ số 2), thí sinh lấy từ cao xuống thấp đến hết chỉ tiêu của lớp chuyên. Các thí sinh chỉ đăng ký xét tuyển vào các lớp không chuyên sẽ thi hai môn Toán Văn và lấy điểm xét tuyển là tổng điểm hai môn này. Học sinh đăng ký nguyện vọng tại hai trường có cùng 1 môn chuyên, xếp thứ tự ưu tiên là nguyện vọng 1 và nguyện vọng 2. Trong năm học 2012 - 2013, đã có 595 học sinh trúng tuyển vào 32 lớp chuyên từ 900 học sinh thi tuyển.
Học sinh học hết lớp 5 bắt đầu thi tuyển vào khoảng giữa tháng 6 hàng năm còn ngày thi tuyển vào lớp 10 thường bắt đầu diễn ra vào ngay sau kỳ thi tuyển vào lớp 6 một tuần. Kết quả được thông báo nửa tháng sau đó.

### Cấu trúc đào tạo
Trường Trung học phổ thông chuyên Hà Nội – Amsterdam đào tạo theo hai hệ: hệ phổ thông cơ sở và hệ phổ thông trung học. Cả hai hệ này đều thuộc quyền quản lý của trường Hà Nội - Amsterdam và Sở Giáo dục - Đào tạo Hà Nội.
Hệ phổ thông cơ sở kéo dài bốn năm từ lớp 6 đến lớp 9. Nhà trường tuyển chọn học sinh có năng lực vào học từ lớp 6. Trong chương trình học của hệ phổ thông cơ sở, nhà trường thực hiện đổi mới và nâng cao chương trình giáo dục cho học sinh các lớp: trang bị cho học sinh những kiến thức giáo dục phổ thông từ sách giáo khoa, đồng thời mở rộng kiến thức cho học sinh. Sau khi học hai năm đầu của hệ phổ thông cơ sở (học hết lớp bảy), toàn bộ học sinh sẽ phải thực hiện kỳ thi phân loại chất lượng để được phân vào các lớp 8. Kỳ thi sẽ chia đều các học sinh khối bảy vào năm lớp tám: lớp chuyên Toán (Toán 1 và Toán 2), lớp chuyên Văn và lớp chuyên Anh (Anh 1 và Anh 2). Trong năm học 2011 - 2012, khối Trung học cơ sở của trường bao gồm 20 lớp: năm lớp mỗi khối 6, 7, 8, và 9.
Hệ phổ thông trung học kéo dài ba năm từ lớp 10 đến lớp 12. Học sinh vào lớp 10 phải trải qua kỳ thi tuyển trung học phổ thông do Sở Giáo dục - Đào tạo tổ chức. Trong các năm học từ năm học 1985 - 1988 cho đến năm học 2011 - 2012, khối phổ thông trung học được chia làm 2 hệ: Hệ chuyên và hệ không chuyên. Trong các hệ chuyên, ngoài việc học các môn học chính, học sinh sẽ được dạy tăng cường (số tiết, khối lượng kiến thức nhiều hơn so với các lớp còn lại) các môn chuyên trong các lớp chuyên thuộc khối Trung học phổ thông. Các học sinh chuyên giỏi sẽ được đưa vào đội tuyển học sinh chuyên và được đầu tư học môn chuyên để dự các kỳ thi học sinh giỏi quốc gia, quốc tế. Khác với hệ chuyên, hệ không chuyên không có việc dạy tăng cường các môn chuyên, tuy nhiên vẫn đề cao một số môn học trong chương trình trung học phổ thông. Cho đến năm học 2011 - 2012, trường Hà Nội - Amsterdam có 12 lớp chuyên: chuyên Toán, chuyên Nga, chuyên Lý, chuyên Anh, chuyên Văn, chuyên Hóa, chuyên Pháp, chuyên Trung, chuyên Sử, chuyên Địa, chuyên Sinh và chuyên Tin, 5 lớp không chuyên: Anh (Anh 2), Toán (Toán 2), Hóa (Hóa 2) và Lý (Lý 2) và 1 lớp tiếng Pháp tăng cường (Pháp 2). Bắt đầu từ năm học 2012 - 2013, khối trung học phổ thông trường Hà Nội - Amsterdam sẽ xóa bỏ hệ thống lớp không chuyên, thay vào đó là hệ thống hai lớp chuyên cân bằng về chương trình và cách thức dạy học.

## Cơ sở vật chất và trang thiết bị

Sơ đồ tổng quát của trường Trung hoc phổ thông chuyên Hà Nội - Amsterdam mới

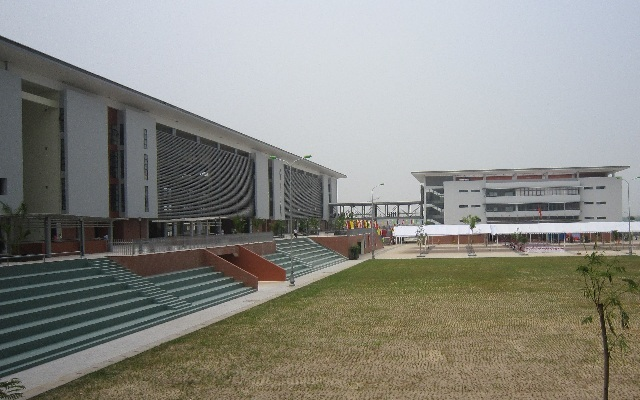
Dãy nhà học, Ban Giám Hiệu nhà trường và khu thể thao ngoài trời của trường Hà Nội - Amsterdam mới

### Thiết kế phòng học
Phòng học được thiết kế để phù hợp và thoải mái nhất cho học sinh, giáo viên.

### Địa điểm cũ
Địa điểm cũ của nhà trường được xây dựng vào năm 1985 và là cơ sở học tập của học sinh cho đến năm 2010. Khu vực chính của trường là tòa nhà A, bao gồm khu nhà học chính, phòng truyền thống, sảnh chính, khu ban giám hiệu. Cơ sở thực hành của trường gồm ba phòng thực hành vật lý, hai phòng thực hành hoá học, bốn phòng thực hành tin học, một phòng mô hình với máy chiếu và hai phòng nghe nhìn. Ngoài tòa nhà A, B khuôn viên trường có dãy nhà tôn dành cho học sinh 6,7 khối trung học cơ sở. Hệ thống thể chất của trường bao gồm hai sân bóng rổ, một sân tập trong nhà và một đường nhảy xa. Trong các năm 1990 và 2010, trường có chia sẻ khuôn viên với một số trường khác như trường Alexander Yersin và trường Trung học cơ sở Giảng Võ.
Địa chỉ cũ của trường là số 50 đường Nam Cao. Hiện tại địa điểm này thuộc về trường Trung học phổ thông Nguyễn Trãi.

### Địa điểm mới
Địa điểm mới của trường Hà Nội - Amsterdam có tổng diện tích diện tích lên tới 7 ha bắt đầu hoạt động từ năm học 2010 - 2011 và được chia làm 5 bộ phận chính:
Kiến trúc chính của trường chính là khu nhà học được chia làm ba dãy nhà A, B, C và được nối với nhau bởi trục đa năng - hành lang dài giúp học sinh có thể dễ dàng di chuyển giữa các khối nhà học. Khu vực này gồm năm tầng (kể cả tầng hầm và bãi đỗ xe) sẽ được dùng để làm phòng học cho khối 6 đến khối 12 cũng như hệ thống các phòng thí nghiệm Hóa - Sinh - Vật lý và các phòng đội tuyển. Trường có tổng cộng 75 phòng học, 12 phòng cho các đội tuyển Văn, Toán, Trung, Lý, Hóa, Sinh, Nga, Anh, Pháp, Sử, Địa, Tin và 15 phòng học riêng biệt cho từng bộ môn.
Kiến trúc cạnh dãy nhà học là khu vực thư viện, khu tin học, các phòng đa năng và nhà ăn cho học sinh. Phòng trực ban giám hiệu nhà trường ở khu vực cổng chính cạnh nhà học là nơi để ban giám hiệu làm việc, hội họp và đưa ra các quy định cùng với hệ thống giáo viên. Nơi đây cũng có một phòng họp hội đồng 700 chỗ dành cho học sinh và các đại biểu họp và tổ chức sự kiện.
Tại cơ sở mới có hai khu vực hoạt động thể chất: khu vực thể chất trong nhà và ngoài trời. Khu thể chất trong nhà là một nhà tập thể thao (hoặc nhà thi đấu) đa năng có sân bóng rổ, sân cầu lông và bể bơi. Tại khu thể chất ngoài trời có một sân bóng đá, hai sân cầu lông, một sân bóng rổ, một đường nhảy xa, chạy đà và đường chạy 100 mét.
Ngoài ra, nhà trường còn có một số khu vực khác: khu vực phòng y tế, bố trí các phòng làm việc, tra cứu cho từng chuyên ngành, phòng khảo thí với chức năng phục vụ việc ra đề, chấm bài cho các kỳ thi chuyên của nhà trường; khu thực nghiệm được dành riêng diện tích khoảng 1000 mét vuông để làm vườn thực nghiệm môn sinh học, địa lý; tháp truyền thống và khu vực căng tin. Tuy nhiên, trường THPT chuyên Hà Nội - Amsterdam trong những năm gần đây cũng đã bị xuống cấp tương đối nghiêm trọng.

## Học sinh

### Thể thao
Trường Hà Nội - Amsterdam là một trong số các trường trung học phổ thông có cơ sở vật chất cho thể thao đạt loại tốt của Hà Nội. Hàng năm, trường tổ chức các giải đấu bóng đá như Ams Cup và giải bóng rổ giữa các khóa ABC (Amsterdam Basketball Championship) và có rất nhiều thành tích nổi trội.

### Hoạt động ngoại khóa

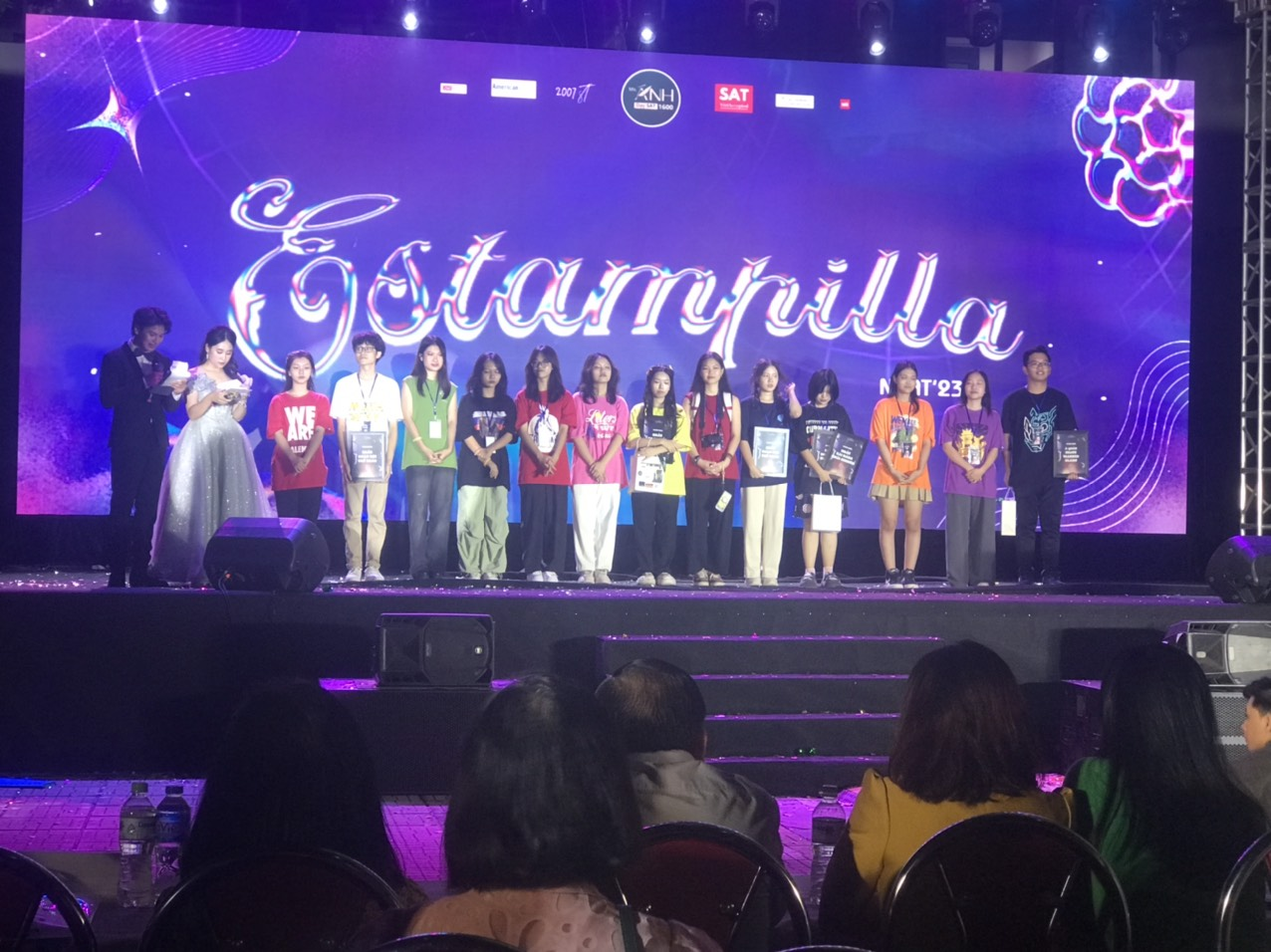
Ngày hội anh tài, một trong những hoạt động ngoại khóa lớn nhất của trường Hà Nội - Amsterdam.

Ngoài việc học tập và hoạt động thể chất, các học sinh trường Hà Nội - Amsterdam (thường được gọi là Amser) còn tổ chức rất nhiều hoạt động ngoại khóa khác nhau, gồm cả hoạt động thường niên và không thường niên. Các hoạt động ngoại khóa thường niên phần lớn đều là các hoạt động nghệ thuật - khoa học, bao gồm: "Ngày Hội Anh Tài", lễ ra trường "Made In 12" của học sinh khối 12, "Ams' Got Talent", "Nineternal" và "Science Tornado”
Ngoài các hoạt động thường niên, trường còn tổ chức nhiều hoạt động không thường niên khác như: nhạc kịch giữa các khối chuyên, chuyển thể tác phẩm văn học, ngày hội văn hóa, làm sạch môi trường,... Cùng với đó là các câu lạc bộ ngoại khóa như CLB nghệ thuật (HAT), CLB nhiếp ảnh (APC), CLB âm nhạc (Glee Ams), CLB tranh biện (Puzzles Ams)... và tính đến năm 2022, có tới hơn 40 CLB khác nhau ở trường THPT chuyên Hà Nội - Amsterdam.
Trường Hà Nội - Amsterdam cũng là một ngôi trường có nhiều hoạt động, tổ chức xã hội khác nhau. Các tổ chức này phần lớn do những học sinh khối trung học phổ thông của trường lập nên và quản lý. Một số tổ chức xã hội lớn bao gồm: tổ chức y tế nhân đạo SJ Việt Nam - "Bring a smile, soothe the pain", tổ chức môi trường GHA - Green Hanoi-Amsterdam.

### Cựu học sinh và H-A-O
Với mong muốn có một nơi gặp gỡ, giao lưu giữa các lớp, các khoá, các thế hệ học sinh trường Ams, các trường đại học và các tổ chức xã hội trên thế giới, việc thành lập một tổ chức dành cho học sinh của trường đã được xúc tiến bởi các cựu học sinh trường. Ngày 20 tháng 11 năm 2000, hiệp hội học sinh trường Hà Nội – Amsterdam xuất hiện.
Sau hơn một năm hoạt động, H-A-O nhận được nhiều đóng góp, và ủng hộ không chỉ từ học sinh và cựu học sinh của trường Ams mà còn của nhiều học sinh từ các trường khác trong cả nước. Với sự đóng góp không ngừng của các thành viên, H-A-O trở thành một hiệp hội hoạt động mạnh mẽ, dành cho học sinh, cựu học sinh của trường Ams cũng như nhiều trường khác.
Ngày 23 tháng 11 năm 2004, Hiệp hội học sinh Hà nội-Amsterdam chính thức được đăng ký tại Hoa Kỳ, bởi một số cá nhân, là một tổ chức phi lợi nhuận hải ngoại ở Hoa Kỳ, hoạt động trong lĩnh vực giáo dục và các mảng liên quan. Tính tới ngày 20 tháng 6 năm 2010, hiệp hội đã có 28.206 thành viên với 2.729.546 bài viết trong diễn đàn thảo luận.

### Một số cựu học sinh tiêu biểu
Trường THPT chuyên Hà Nội – Amsterdam là nơi theo học của nhiều cựu học sinh có nhiều đóng góp trong nhiều lĩnh vực:
- Nguyễn Thanh Hải, Phó Trưởng Ban Tổ chức Trung ương, Bí thư Tỉnh ủy Thái Nguyên (2021–2026), Đại biểu Quốc hội khóa XIII, XIV và XV, Trưởng Ban Dân nguyện khóa XV (2016–2020)
- Lê Hải An, Thứ trưởng Bộ Giáo dục và Đào tạo, Hiệu trưởng Trường Đại học Mỏ – Địa chất
- Lê Thị Thu Hằng, Thứ trưởng Bộ Ngoại giao, Người Phát ngôn Bộ Ngoại giao, Vụ trưởng Vụ Thông tin báo chí Bộ Ngoại giao
- Phan Thị Hà Dương, HCĐ Olympic Toán học quốc tế năm 1990, Giám đốc điều hành Quỹ đổi mới sáng tạo, Viện nghiên cứu dữ liệu lớn, Tập đoàn VinGroup (Vin BigData)
- Vũ Thành Tự Anh, Hiệu trưởng Trường Chính sách công và quản lý, Trường Đại học Fulbright, thành viên Tổ Tư vấn kinh tế của Thủ tướng (2017–2021)
- Phạm Xuân Thạch, nhà phê bình văn học và nhà văn hóa học
- Đặng Diễm Quỳnh, nhà báo, biên tập viên, MC của Đài Truyền hình Việt Nam (VTV), Phó Trưởng ban Văn nghệ VTV
- Nguyễn Hữu Việt Khuê, bình luận viên, MC thể thao của Đài Truyền hình Việt Nam (VTV)
- Bùi Đức Bảo, biên tập viên, MC chương trình giải trí của Đài Truyền hình Việt Nam (VTV)
- Minh Tiệp, diễn viên, người mẫu
- Vũ Nguyễn Hà Anh, người mẫu

## Hợp tác quốc tế
Từ khi thành lập, trường Hà Nội Amsterdam đã có nhiều hoạt động giao lưu và hợp tác quốc tế với các trường phổ thông, đại học và nhiều tổ chức trên thế giới. Suốt nhiều năm qua, nhà trường đã giữ được những mối quan hệ tốt đẹp với các trường đại học, cao đẳng và trung học tại các nước phát triển: Viện quốc gia INSA (Pháp), Đại học Connnecticut, Đại học Oregon, Đại học Carroll (Hoa Kỳ), Taylor's Culverhay (Anh), Đại học Bellereys (Úc), Đại học Nam Ninh (Trung Quốc), Trung học Nayang (Hàn Quốc), Trung học Jean de la Fontaine (Pháp), Trung học Anglo-Chinese (Singapore), Trường chuyên ngữ Anyang (Hàn Quốc).
Hàng năm, các khối chuyên ngữ của trường Trung học phổ thông chuyên Hà Nội - Amsterdam thường tổ chức những buổi gặp gỡ giao lưu giữa các khoá trong khối với nhau hoặc với các tổ chức quốc tế. Các học sinh của các khối chuyên Pháp, chuyên Nga, chuyên Trung đã thực hiện nhiều hoạt động ngoại khóa với nhiều Đại sứ quán và đã đón tiếp nhiều học sinh từ các trường trung học phổ thông khác nhau trên thế giới. Trường Hà Nội - Amsterdam cũng là một trong những trường đầu tiên của Hà Nội chuẩn bị cho kế hoạch dạy Toán và các bộ môn khoa học bằng Tiếng Anh vào năm học 2011 - 2012. Ngoài ra, trường còn cho tổ chức nhiều chương trình giao lưu với nước ngoài bao gồm: đào tạo và bồi dưỡng giáo viên ở nước ngoài; học tập các phương pháp đào tạo ở các nước phát triển như Anh, Singapore, Hàn Quốc và Đài Loan; thực hiện phương pháp trao đổi giáo viên, học sinh để giao lưu giữa các trường đại học của Hoa Kỳ, Hàn Quốc, Úc và Singapore; cho bạn bè quốc tế giới thiệu du học với học sinh trong trường (như hội thảo du học Anh Quốc).
Nhiều học sinh trường Hà Nội - Amsterdam đã được gửi đi tham dự nhiều hội nghị cấp quốc tế đại diện cho trường như Hội nghị về Quyền trẻ em ở Mỹ (tháng 5 năm 2002), Hội nghị Môi trường ở Nam Phi (tháng 7 năm 2002), Hội nghị Diễn đàn về Quyền trẻ em ở Hàn Quốc (tháng 9 năm 2003), Nghị viện Thanh niên Thế giới tại Sydney (2000, 2004), Hội thảo các nhà khoa học trẻ các quốc gia APEC (tháng 4 năm 2011). Nhiều cuộc thi mang tính quốc tế như cuộc thi tìm hiểu ASEAN, cuộc thi "Cải thiện việc sử dụng và bảo vệ nguồn nước" cũng đã được nhiều học sinh tham gia.

## Thành tích dạy và học

### Trường học
Trường đã vinh dự được đón tiếp Chủ tịch Hội đồng Bộ trưởng Phạm Văn Đồng, Tổng Bí thư Đỗ Mười, Đại tướng Võ Nguyên Giáp, Tổng Bí thư Nông Đức Mạnh, Thủ tướng Phan Văn Khải, Chủ tịch nước Nguyễn Minh Triết, Đại sứ Đặc mệnh toàn quyền vương quốc Hà Lan tại Việt Nam Kees van Baaren, Phu nhân Thủ tướng Hà Lan, Thủ tướng Hà Lan Mark Rutte, Chủ tịch UBND Thành phố Hà Nội Nguyễn Thế Thảo... cùng nhiều vị khách quý về thăm. Trường đã có nhiều năm liên tiếp được công nhận là trường tiên tiến xuất sắc; đảng bộ trong sạch vững mạnh; tổ chức công đoàn, đoàn thanh niên vững mạnh và đơn vị thi đua xuất sắc.
Ngoài ra, trường còn được Đảng Cộng sản Việt Nam và Nhà nước Việt Nam trao tặng 3 huy chương:
- Huân chương Lao động hạng Ba  (1995)
- Huân chương Lao động hạng Nhì  (2000)
- Đơn vị Anh hùng trong thời kỳ Đổi Mới (2000)
- Được công nhận là Trường chuẩn quốc gia (2004)
- Huân chương Độc lập hạng Nhất  (2005)
- Huân chương Độc lập hạng Ba  (2010)
- Huân chương Độc lập hạng Nhì  (2015)

Trường THPT Chuyên Hà Nội - Amsterdam đã có 1 giải 3 chung kết năm thứ 1, 1 giải nhất chung kết năm thứ 10, 1 giải 3 chung kết năm thứ 16, 1 giải nhì chung kết năm thứ 17, 1 giải nhì chung kết năm thứ 22 cuộc thi Đường lên đỉnh Olympia.

### Thành tích trong nước
Trong vòng 25 năm từ 1985, các học sinh của trường Hà Nội - Amsterdam đã đạt được 3.500 giải nhất, nhì, ba trong các cuộc thi học sinh giỏi cấp thành phố cũng như cấp khu vực và hơn 1.000 giải nhất, nhì, ba trong các kỳ thi học sinh giỏi cấp quốc gia. Trong số 134 giáo viên chính thức của trường, có 4 tiến sĩ, 44 thạc sĩ. Nhiều thầy cô giáo của trường đã được nhận bằng khen của chính phủ, được công nhận là giáo viên dạy giỏi. Có bảy thầy cô giáo đã được nhà nước phong tặng danh hiệu nhà giáo ưu tú. và một tổ giáo viên được phong tặng Huân chương Lao động hạng Ba

### Thành tích thi tốt nghiệp và thi đại học
Vào năm 2011, trường đạt 100% học sinh tốt nghiệp Trung học phổ thông và có 2 học sinh là thủ khoa và á khoa của thành phố Hà Nội. Đồng thời, học sinh trường Hà Nội - Amsterdam cũng đã xếp thứ 11 trong số 200 trường trung học phổ thông có điểm thi đại học cao nhất cả nước. 95% học sinh trường Hà Nội - Amsterdam được nhận vào các trường đại học lớn của Việt Nam và nước ngoài. Khoảng 30%-35% học sinh nhập học ở các trường đại học nước ngoài. Nhiều cựu học sinh trường Hà Nội - Amsterdam đã và đang theo học tại Harvard, Yale, Princeton, Columbia, MIT, Đại học Carnegie Mellon, Johns Hopkins, Hitotsubashi, Tokyo, CalTech, Stanford, Dartmouth, Amherst, Brown, Williams, Swarthmore, Cambridge, Oxford, Học viện Kinh tế - Chính trị London, RMIT, Technische Universität Dresden, École Polytechnique, École Normale Supérieure và các đại học uy tín khác của Hoa Kỳ, Anh, Singapore, Úc, Đức, Pháp, Hàn Quốc, Trung Quốc,...

### Thành tích thi quốc tế
- Chỉ riêng trong thời kỳ 25 năm tính từ năm 1985 đến 2010, đã có 81 em học sinh đi tham dự các kỳ thi Olympic khoa học quốc tế ở Trung Quốc, Canada, Mỹ,... và đạt tổng cổng 77 huy chương vàng, bạc, đồng trong các kỳ thi.[11] Đặc biệt, tại Olympic Hóa học Quốc tế 2014, Phạm Mai Phương, học sinh lớp 12 chuyên Hóa của trường đã trở thành một trong 3 thí sinh có điểm số cao nhất của toàn kỳ thi.[61]
- Năm 2001, tại kỳ thi Olympic Vật lý châu Á diễn ra tại Đài Bắc, Đài Loan, học sinh Bùi Lê Na đã giành giải đặc biệt dành cho thí sinh có cách làm bài thực hành sáng tạo nhất.[62]
- Năm 2012, tại Hội thi Khoa học và Kỹ thuật Quốc tế Intel ISEF diễn ra tại Pittsburgh, Pennsylvania, Hoa Kỳ, ba học sinh của trường Hà Nội - Amsterdam đại diện cho Việt Nam là Trần Bách Trung, Bùi Thị Quỳnh Trang và Vũ Anh Vinh đã giành giải Nhất trong lĩnh vực Vật liệu và Kỹ thuật sinh học với đề tài "Xử lý nước mặn thành nước ngọt bằng kỹ thuật chân không và năng lượng Mặt Trời phục vụ cho sinh hoạt". Ðây là chiến thắng vang dội của đoàn Việt Nam tại sự kiện khoa học quốc tế được đánh giá là lâu đời và uy tín nhất thế giới dành cho học sinh trung học hiện nay.[63]
- Năm 2018, tại kỳ thi Olympic Khoa học trẻ Quốc tế diễn ra tại Gaborone, Botswana, sáu học sinh của trường Hà Nội - Amsterdam đại diện cho Việt Nam đã giành được vị trí thứ ba chung cuộc, nhận Huy chương Đồng giải quốc gia xuất sắc nhất. Học sinh Nguyễn Mạnh Quân là thí sinh làm bài thi lý thuyết tốt thứ hai trong số tất cả các thí sinh, nhận Huy chương Bạc giải cá nhân xuất sắc nhất trong bài thi Lý thuyết. Nhóm thi thực hành gồm 03 học sinh: Nguyễn Lê Thảo Anh, Vũ Quỳnh Chi, Lã Triều Dương là nhóm làm bài thi thực hành xuất sắc nhất trong số tất cả các nhóm thi, nhận Huy chương Vàng giải nhóm thi thực hành xuất sắc nhất.[64]
- Năm 2019, tại kỳ thi Olympic Hóa học Quốc tế diễn ra tại Paris, Pháp, học sinh Trần Bá Tân đã giành giải đặc biệt dành cho thí sinh làm bài thực hành tốt nhất.
- Năm 2019, tại kỳ thi Olympic Quốc tế về Thiên văn học và Vật lý Thiên văn diễn ra tại Keszthely, Hungary, học sinh Nguyễn Mạnh Quân đã giành giải đặc biệt dành cho thí sinh có điểm cao nhất cuộc thi (giải Nhất tuyệt đối).
- Năm 2021, tại kỳ thi Olympic Vật lý châu Á diễn ra tại Đài Bắc, Đài Loan, học sinh Nguyễn Mạnh Quân đã giành giải đặc biệt dành cho thí sinh có điểm cao nhất cuộc thi (giải Nhất tuyệt đối) và giải đặc biệt dành cho thí sinh có số điểm thực hành cao nhất cuộc thi.

## Sự việc liên quan
- Năm 2018, một nữ sinh của trường tố cáo anh rể là 1 MC của Đài Truyền hình Việt Nam bạo hành.[65]
- Đầu năm 2022, môt nam sinh lớp 10 của Trường Hà Nội - Amsterdam nhảy lầu tự tử. Nam sinh để lại lá thư tuyệt mệnh được lan truyền trên mạng, làm dấy lên tranh luận về vấn đề áp lực học tập.[66][67]
- Năm 2022, báo Thanh Niên đăng tin nhiều nhà khoa học nghi ngờ về sự trung thực của dự án nghiên cứu khoa học của hai học sinh trường Hà Nội - Amsterdam tham gia kỳ thi ViSEF do sử dụng nhiều kiến thức tương đương với kiến thức tiến sỹ của các trường đại học top đầu. Trước đó dự án này được cho là tự tiến hành bởi hai nam sinh này.[68]